# Pani (Gao)
Pour les articles homonymes, voir Pani.
Pani est une commune rurale située dans le département de Gao de la province du Ziro dans la région du Centre-Ouest au Burkina Faso.

## Géographie
La commune est située à 18 km à l'ouest de Mao-Nessira.